# کیک ماست
کیک ماست (به انگلیسی: Yogurt Cake)، یکی از انواع کیک است که در آن ماست به عنوان یکی از مواد بکار برده می‌شود. این کیک هم به صورت پخته و هم به صورت نپخته وجود دارد. تهیهٔ بیشتر انواع کیک ماست بدین صورت است که در دستور معمولی کیک پنیر بجای پنیر، ماست بکار برده می‌شود. کیکی که به این طریق تهیه می‌شود نسبت به کیک پنیر دارای مزه‌ای سبک‌تر بوده و کمی ترش مزه‌تر است. در نوعی از کیک ماست که به صورت نپخته‌است، به ماست، شکر و خامه و اسانس افزوده شده و با استفاده از ژلاتین به صورت گرد یا اشکال دیگر در می‌آید. این کیک ممکن است با انواع میوه مانند توت فرنگی یا کیوی یا پرتقال تزیین شود. در نوع پختهٔ آن خمیر تارت بکار می‌رود. مواد این نوع کیک ماست را معمولاً ماست، شکر، خامه، تخم مرغ و پودر سیب‌زمینی تشکیل می‌دهند این مواد پس از مخلوط با یکدیگر در داخل خمیر تارت ریخته شده و داخل قالبِ پای در فر پخته می‌شوند.